# Dragan Džajić
Dragan Džajić (srbsko Драган Џајић), srbski nogometaš, * 30. maj 1946, Ub, Jugoslavija. 
Med letoma 1961 in 1978 je igral za klub Crvena zvezda.